# Командорські острови
55°00′ пн. ш. 166°24′ сх. д. / 55° пн. ш. 166.4° сх. д.
Командорські острови — невеликий архіпелаг на межі Берингового моря і Тихого океану за 250 кілометрів на схід від узбережжя Камчатки (за 500 кілометрів на північний схід від Петропавловська-Камчатського). Адміністративно належать до Камчатського краю (утворюють Алеутський район). Є твердження[джерело?], що Командорські острови — частина Алеутських островів, а отже, це єдиний в Росії «шматочок Америки». Адміністративний (районний) центр — село Нікольське.
Назва «Командорські острови» була дана Другою Камчатською експедицією на згадку про померлого тут командора — Вітуса Беринга.

## Склад
Архіпелаг складається з чотирьох островів: два великих — Беринга і Мідний, і два маленьких — Топорків і Арій Камінь. Загальна площа — 1848 км². Постійне населення є тільки на острові Беринга.

## «Острівне життя»
Селище Нікольське — адміністративний центр Командорських островів. Донині зберегло колорит давнини — тут є будівлі, зведені ще у XIX сторіччі. Половина жителів острова Беринга називає себе алеутами. Однак в умовах СРСР майже забули свою культуру та мову. В наш час алеутською в Росії розмовляє не більше семи людей.

## Населення
За радянських часів населення островів досягало 1200 чоловік, з яких близько 700 чоловік були алеутами — родичами ескімосів, що населяли всю Алеутську гряду. Після перебудови умови життя на Командорських островах стали катастрофічними, і архіпелаг покинула половина населення. Зараз єдиний населений пункт на Командорах — село Нікольське, де проживає 700 чоловік (зокрема 300 алеутів).

## Економіка
Основна галузь господарства на Командорських островах — морський промисел, в першу чергу звіробійний, а також хутровий промисел (добувають песця).

## Природа
Командорські острови належать до природної країни Берингії з типовою для всього узбережжя Берингового моря природою. Ландшафти островів — приморська тундра, й пейзажі Командорів досить похмурі: невисокі сопки, пологі виярки, озера і річки, численні зручні бухти і гострі миси. На островах немає жодного дерева, окрім карликових беріз.
На території Командорських островів розташований найбільший у світі біосферний заповідник. Всі острови архіпелагу вулканічного походження. Дотепер 47 вулканів тримають людей у напрузі. 25 з них постійно димлять.
Клімат островів морський субарктичний, і влітку тут постійно хмарно, вітряно, середня температура близько 10 °C, взимку острови заносить снігом до вершин сопок. Часті шторми.

### Фауна
Командорські острови виняткові своєю морською полярною фауною. Тут можна спостерігати у природних умовах океанських птахів, ластоногих, морських молюсків і кишковопорожнинних. На островах зустрічаються величезні пташині базари і ліговиська. Під час відпливів оголюється дно, де можна побачити різних медуз, актиній, асцидій, морських їжаків, балянусів та інших.
Серед птахів на островах найцікавіший баклан, який ще й дуже поширений коло берега. У внутрішніх районах островів у значних кількостях мешкають ворони. Окрім того, дуже багато невеликих морських птахів: топорики (найпоширеніші), тупики, крячки, гагари, мартини.
На узбережжі багато ліговиськ великих ластоногих. На островах мешкають нерпа, калан і північний морський котик, часто зустрічається морж, але найпоширеніший великий ссавець Командорських островів — сивуч, ластоногий, зовні подібний на моржа, та без бивнів. Із суходольних ссавців на островах поширений песець. У навколишніх водах зустрічаються кити.